# Qualificazioni al campionato africano di calcio Under-17 2017
Le qualificazioni per il Campionato africano di calcio Under-17 2017 si sono svolte in tre turni ad andata e ritorno. Alcune nazioni sono state esentate dal primo turno. Le vincitrici del terzo turno si sono qualificate per la fase finale.

## Primo turno
L'andata è stata giocata tra il 24 e il 26 giugno 2016, il ritorno tra il  primo e il 3 luglio 2016.
| Squadra 1    | Totale    | Squadra 2    | Andata | Ritorno |
| ------------ | --------- | ------------ | ------ | ------- |
| Ghana        | w/o       | Liberia      |        |         |
| Benin        | w/o       | Sierra Leone |        |         |
| Libia        | 4-4 (gfc) | Algeria      | 3–2    | 1–2     |
| RD del Congo | w/o       | Ciad         | –      | –       |
| Mauritania   | 1-2       | Marocco      | 1–0    | 0–2     |
| Sudan        | 16-0      | Gibuti       | 8–0    | 8–0     |
| Malawi       | w/o       | Kenya        |        |         |
| Tanzania     | 9–0       | Seychelles   | 3–0    | 6–0     |
| Namibia      | 2-2 (gfc) | Botswana     | 1–0    | 1–2     |
| Lesotho      | w/o       | Mauritius    |        |         |
| Comore       | w/o       | Zimbabwe     |        |         |

## Secondo turno
L'andata è stata giocata tra il 5 e il 7 agosto 2016, il ritorno tra il 19 e il 21 agosto 2016.
| Squadra 1 | Totale          | Squadra 2      | Andata | Ritorno |
| --------- | --------------- | -------------- | ------ | ------- |
| Ghana     | 6 – 5           | Burkina Faso   | 5 – 1  | 1 – 4   |
| Benin     | 2 – 4           | Costa d'Avorio | 1 – 1  | 1 – 3   |
| Nigeria   | 2 – 3           | Niger          | 1 – 0  | 1 – 3   |
| Algeria   | 0 – 1           | Gabon          | 0 – 0  | 0 – 1   |
| Ciad      | w/o             | Mali           | 0 – 9  |         |
| Egitto    | 2 – 5           | Etiopia        | 1 – 3  | 1 – 2   |
| Tunisia   | 4 – 6           | Senegal        | 2 – 3  | 2 - 3   |
| Guinea    | 2 – 2 (3-2 dtr) | Marocco        | 1 – 1  | 1 – 1   |
| Zambia    | 0 – 1           | Sudan          | 0 – 0  | 0 – 1   |
| Camerun   | 9 – 1           | Kenya          | 7 – 0  | 2 – 1   |
| Sudafrica | 1 - 3           | Tanzania       | 1 – 1  | 0 – 2   |
| Namibia   | 1 – 5           | Rep. del Congo | 1 – 2  | 0 – 3   |
| Mauritius | 0 – 4           | Angola         | 0 – 1  | 0 – 3   |
| Comore    | 5 – 1           | Mozambico      | 2 – 1  | 3 – 0   |

## Terzo turno
L'andata è stata giocata tra il 16 e il 18 settembre 2016, il ritorno tra il 30 settembre e il 2 ottobre 2016.
| Squadra 1 | Totale     | Squadra 2      | Andata | Ritorno |
| --------- | ---------- | -------------- | ------ | ------- |
| Ghana     | 3 – 1      | Costa d'Avorio | 3 – 1  | 0 – 0   |
| Niger     | 4 – 3      | Gabon          | 1 – 0  | 3 – 3   |
| Mali      | 4 - 1      | Etiopia        | 2 – 0  | 2 – 1   |
| Senegal   | 1 – 2      | Guinea         | 0 – 1  | 1 – 1   |
| Sudan     | 5 – 7      | Camerun        | 4 – 2  | 1 – 5   |
| Tanzania  | squalifica | Rep. del Congo | 3 – 2  | 0 – 1   |
| Angola    | 7 – 0      | Comore         | 5 – 0  | 2 – 0   |

## Squadre qualificate
| - Gabon (nazione ospitante) - Angola - Camerun - Ghana | - Guinea - Mali - Niger - Tanzania |